# Леушері
Леушері (груз. ლეუშერი) — село в Грузії.
За даними перепису населення 2014 року в селі проживає 48 особа.